# 1.2.3.4
1.2.3.4 es el cuarto disco como solista del músico inglés Ronnie Wood, compositor, guitarrista, bajista, multinstrumentista, artista plástico, miembro de The Jeff Beck Group, The Faces e integrante de The Rolling Stones.

## Historia
1.2.3.4 comenzó a grabarse entre febrero y marzo de 1981 en el garaje de la casa de Ronnie Wood, en Mandeville Canyon, California, de donde salió la versión instrumental de Redeyes, la cual había sido trabajada por The Rolling Stones tres años antes, en 1978, en los Pathé Marconi Studios, Francia, en las sesiones para el disco Some Girls. Posteriormente las grabaciones para 1.2.3.4 se desarrollaron entre abril y mayo de 1981 en Hollywood, Chateau Recorders y Los Angeles The Record Plant.
Al igual que en trabajos anteriores, Ronnie Wood se hace acompañar de grandes músicos como: Charlie Watts (The Rolling Stones), Ian McLagan (Small Faces, The Faces), Carmine Appice (Vanila Fudge - Beck, Bogert & Appice), Ian Wallace (King Crimson), Nicky Hopkins (Quicksilver Messenger Service), Bobby Keys, Jim Keltner, Waddy Wachtel y las coristas de Exile on Main St, Clydie King y Sherlie Matthews, entre otros.

## Productor
- Ronnie Wood
- Andy Johns

## Ingeniero de sonido
- Andy Johns

## Canciones
- 1234 (Ronnie Wood) - 3:30
- Fountain of Love (Ronnie Wood - Ford) - 5:11
- Outlaws (Ronnie Wood - Ford) - 4:02
- Redeyes (Ronnie Wood; inspirada por Mick Jagger) - 3:33
- Wind Howlin’ Through (Ronnie Wood) - 3:03
- Priceless (Ronnie Wood - Bobby Womack) - 4:20
- She Was Out There (Ronnie Wood) - 5:15
- Down to the Ground (Ronnie Wood) - 3:37
- She Never Told Me (Ronnie Wood - Ford) - 5:50

## Músicos
- Ronnie Wood - voz, guitarra, bajo, percusión, armónica, piano, teclado
- Bobby Womack - guitarra
- Waddy Wachtel - guitarra
- Robin Le Mesurier - guitarra
- Jimmy Haslip - bajo
- Jay Davis - bajo
- Carmine Appice - batería
- Jim Keltner - batería
- Charlie Watts - batería
- Alan Myers - batería
- Ian Wallace - batería
- Alvin Taylor - batería
- Ian McLagan - teclados
- Nicky Hopkins -  teclados
- Bobby Keys - saxofón
- Jim Horn - saxofón
- Anita Pointer - coros
- Clydie King - coros
- Sherlie Matthews - coros

## Datos
- Los dibujos interiores y la parte posterior del LP fueron hechos por Ronnie Wood.